# 福島年光
福島 年光（ふくしま としみつ、生没年不詳）は、明治時代の浮世絵師。

## 来歴
東京の人。地方を旅行した後、1893年（明治26年）または翌年頃に帰京する。1894年（明治27年）10月には京橋区水谷町に居住した。帰京した頃の年光は度々困窮しており、これに同情した松野米次郎の後援を受けて日清戦争期から日露戦争期にかけて戦争絵を描いた。年光は星湖と号したらしく、1904年（明治37年）出版の大判三枚続錦絵「旅順港第八次海戦 マカロフ中将奮死ノ図」には星湖の印章が使われている。また、1899年（明治32年）4月から発刊された「千代田日報」の挿絵も描いていた。米次郎は年光に相当の画料を与えていたが、年光は他の版元に対して錦絵の板下絵を売り払って、その彩色に対しては放置するなどを繰り返した。この年光の行為は他からは慢心と受け止められて再び注文する版元は無くなった。この為、年光は生活が困難となり出奔して所在不明となったという。この時の年光は「未だ青年の人」と記されている。1898年（明治31年）5月に建立された月岡芳年翁之碑には芳年門人の最後部に年光の名が有る。
なお、福島年光は、進斎年光とも呼称され西南戦争の錦絵を描いたと記されることが有るが、西南戦争の錦絵を数種描いたとされる芳年門下の大月年光とは別人であり、また、進斎と号したこともなく、西南戦争の時期には活動が見られないことから誤伝であろうと考えられる。

## ギャラリー

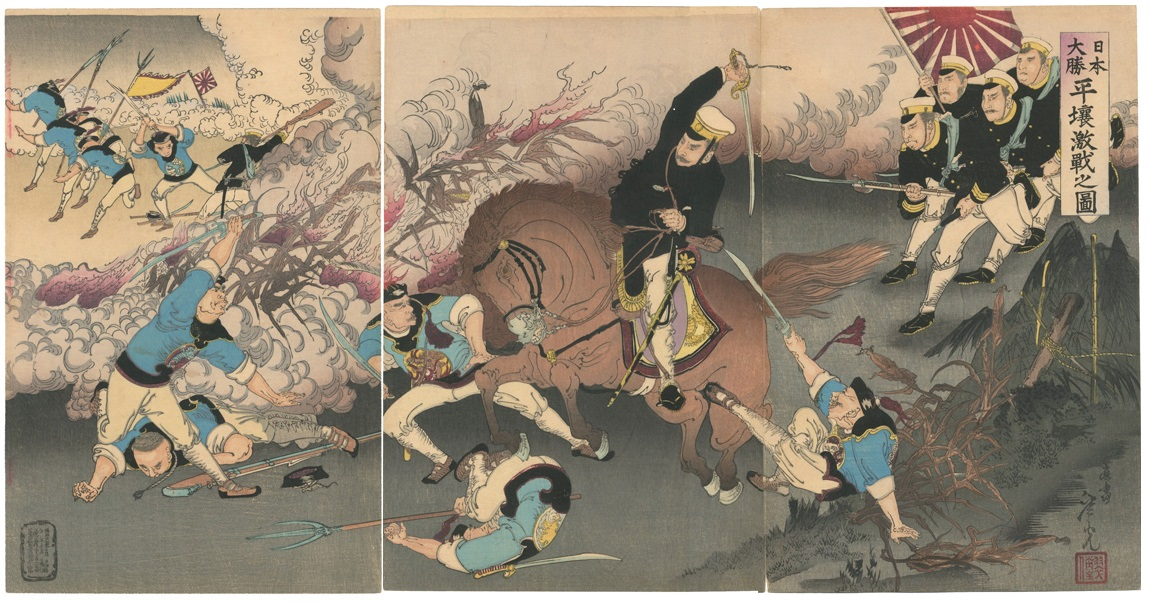
「日本大勝 平壌激戦之図」 1894年（明治27年）
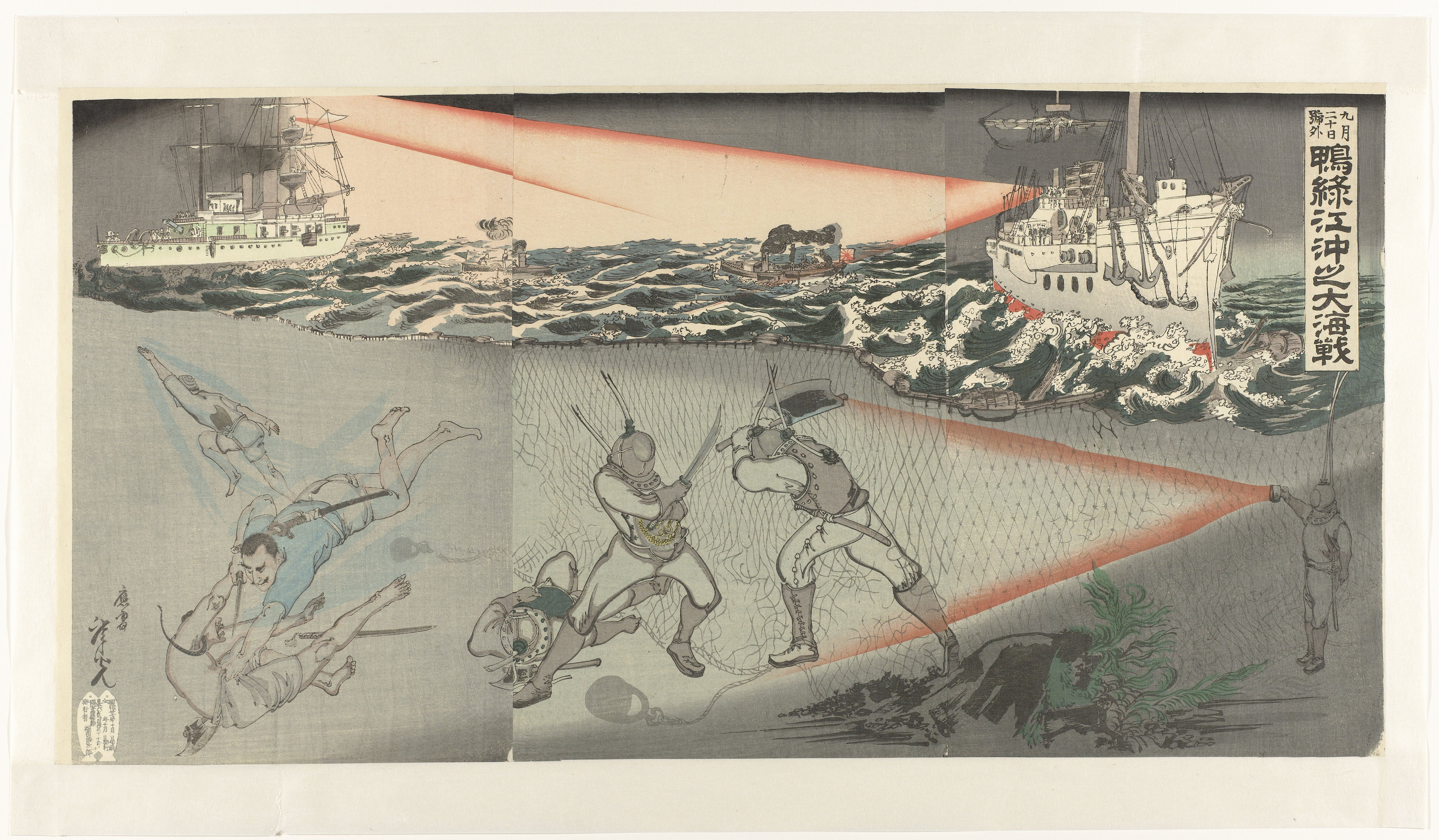
「九月二十日号外 鴨綠江沖之大海戦」 1894年
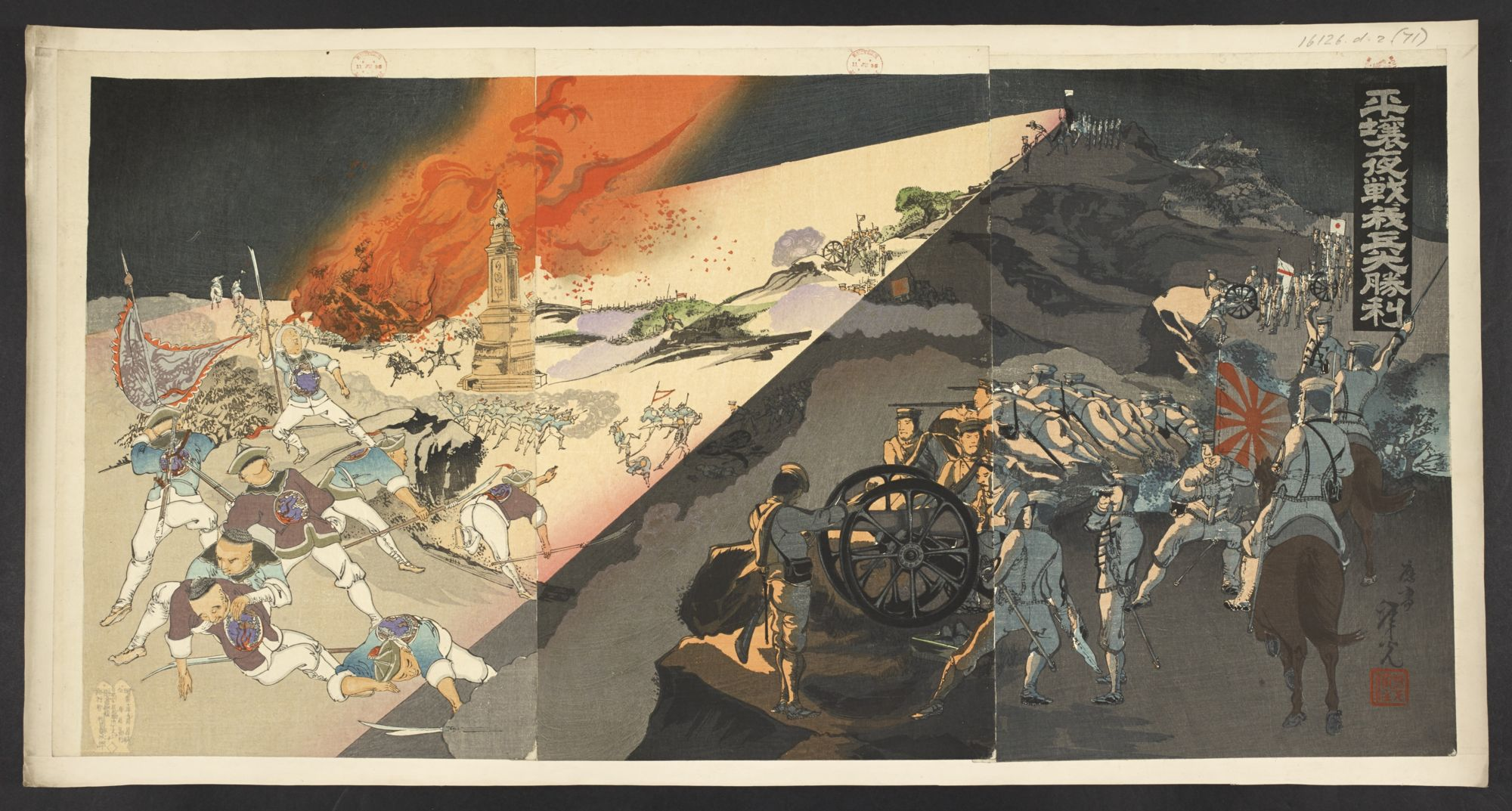
「平壌夜戦我兵大勝利」 1894年
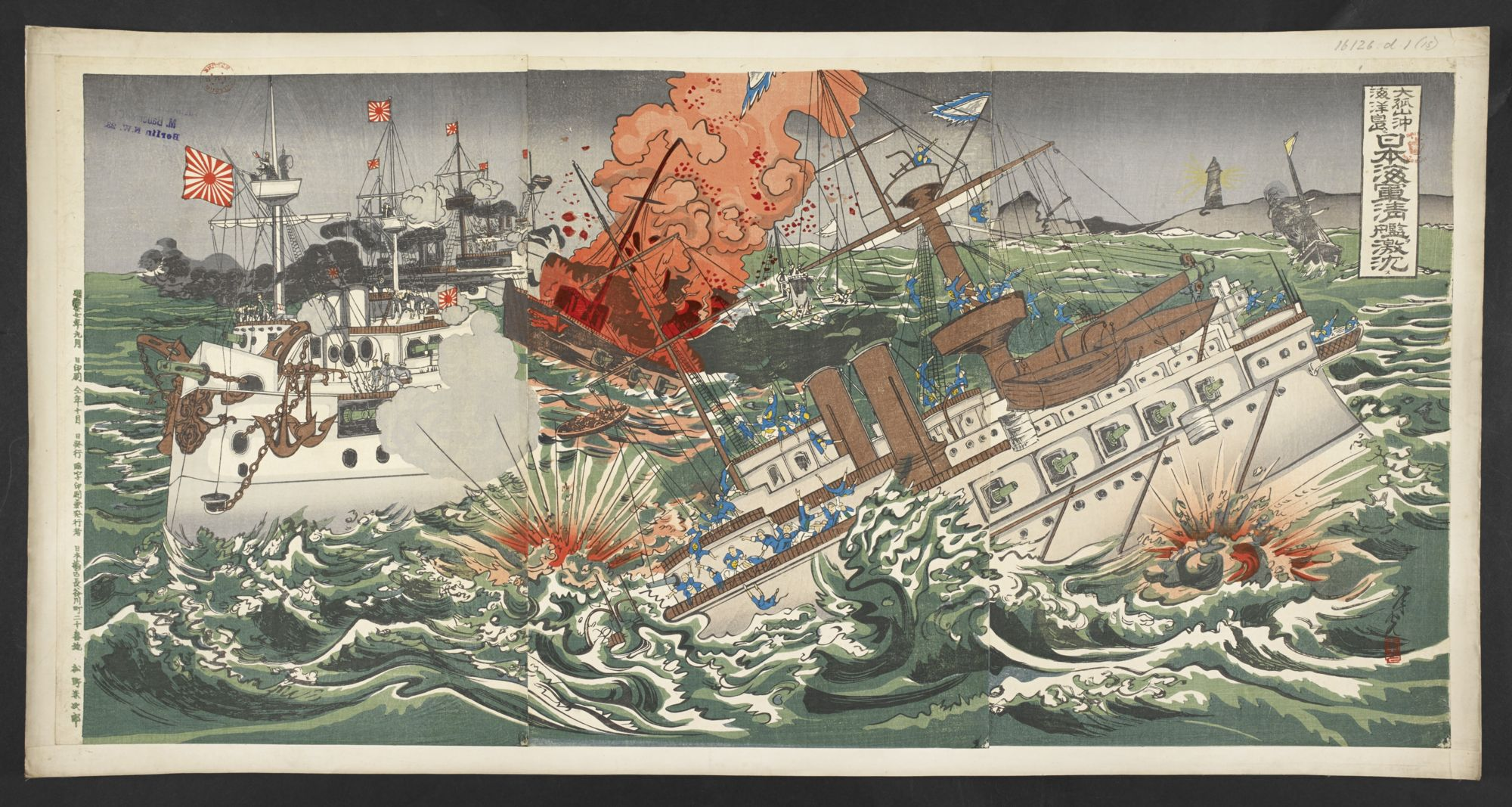
「大孤山沖海洋島ニ日本海軍清艦ヲ撃沈ス」1894年
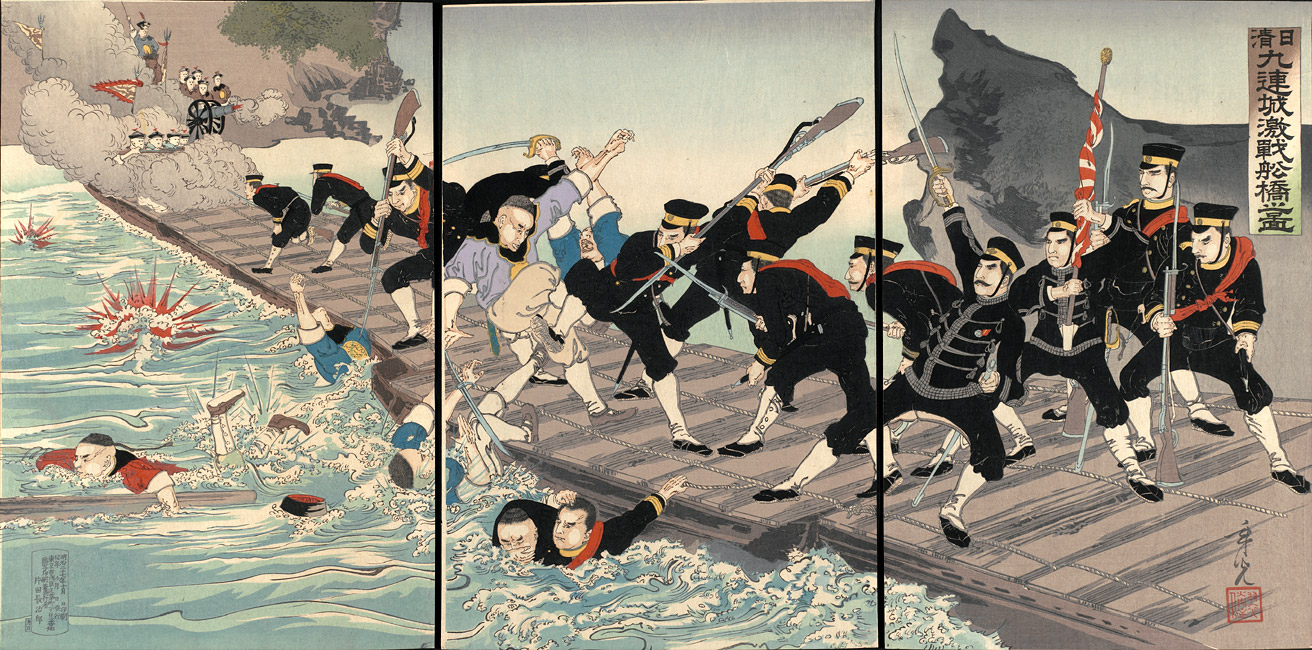
「日清九連城激戦船橋之図」 1894年
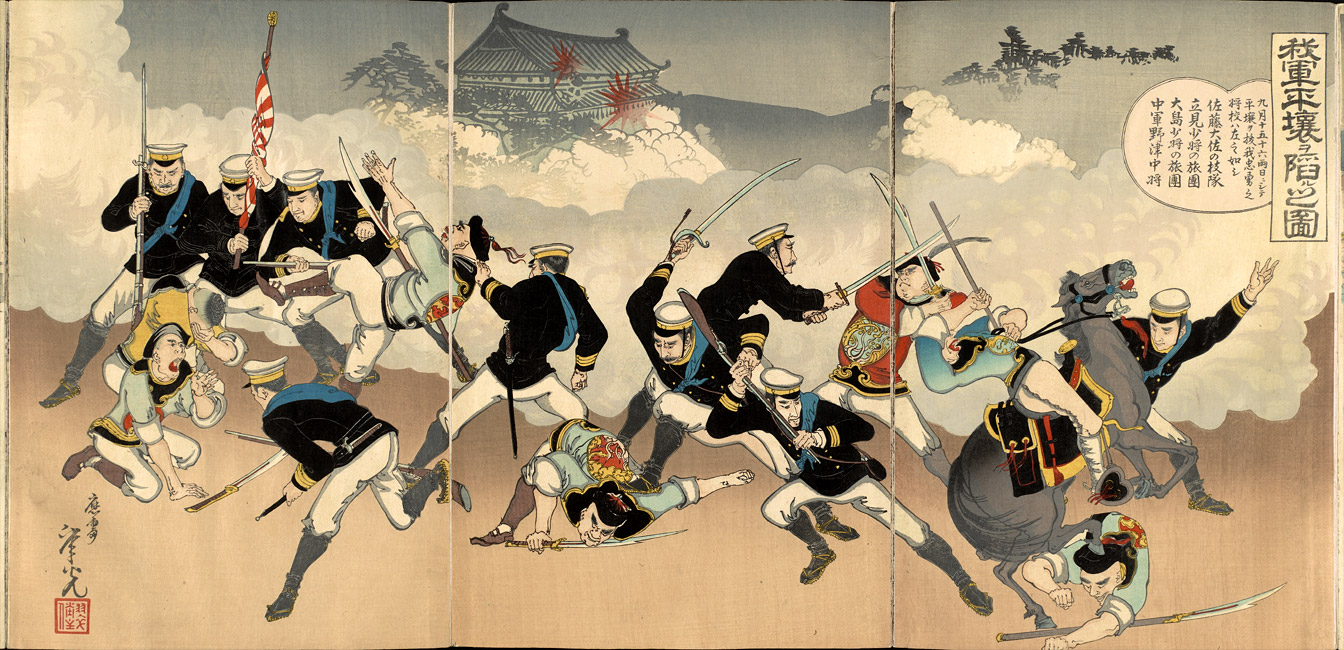
「我軍平壌ヲ陥ル之図」 1894年
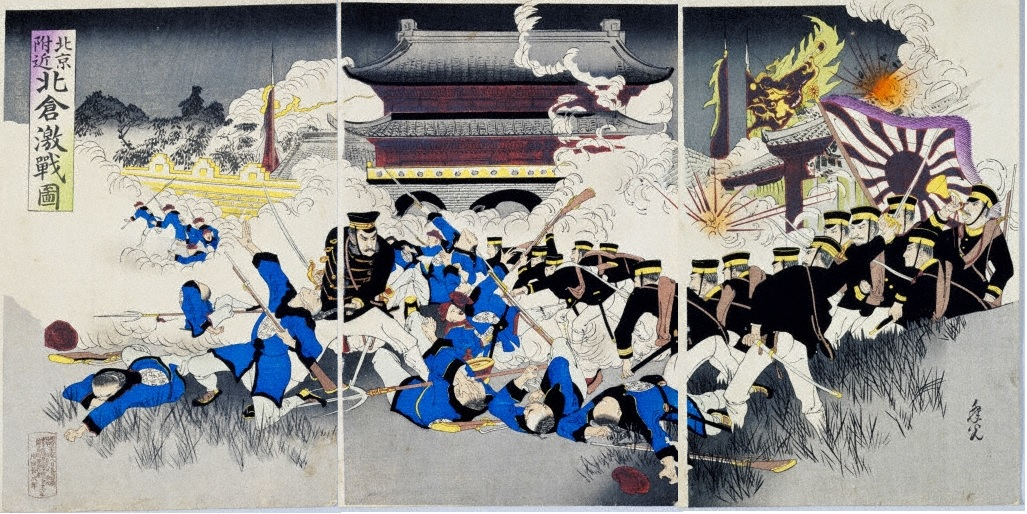
「北京附近北倉激戦図」 1900年（明治33年）
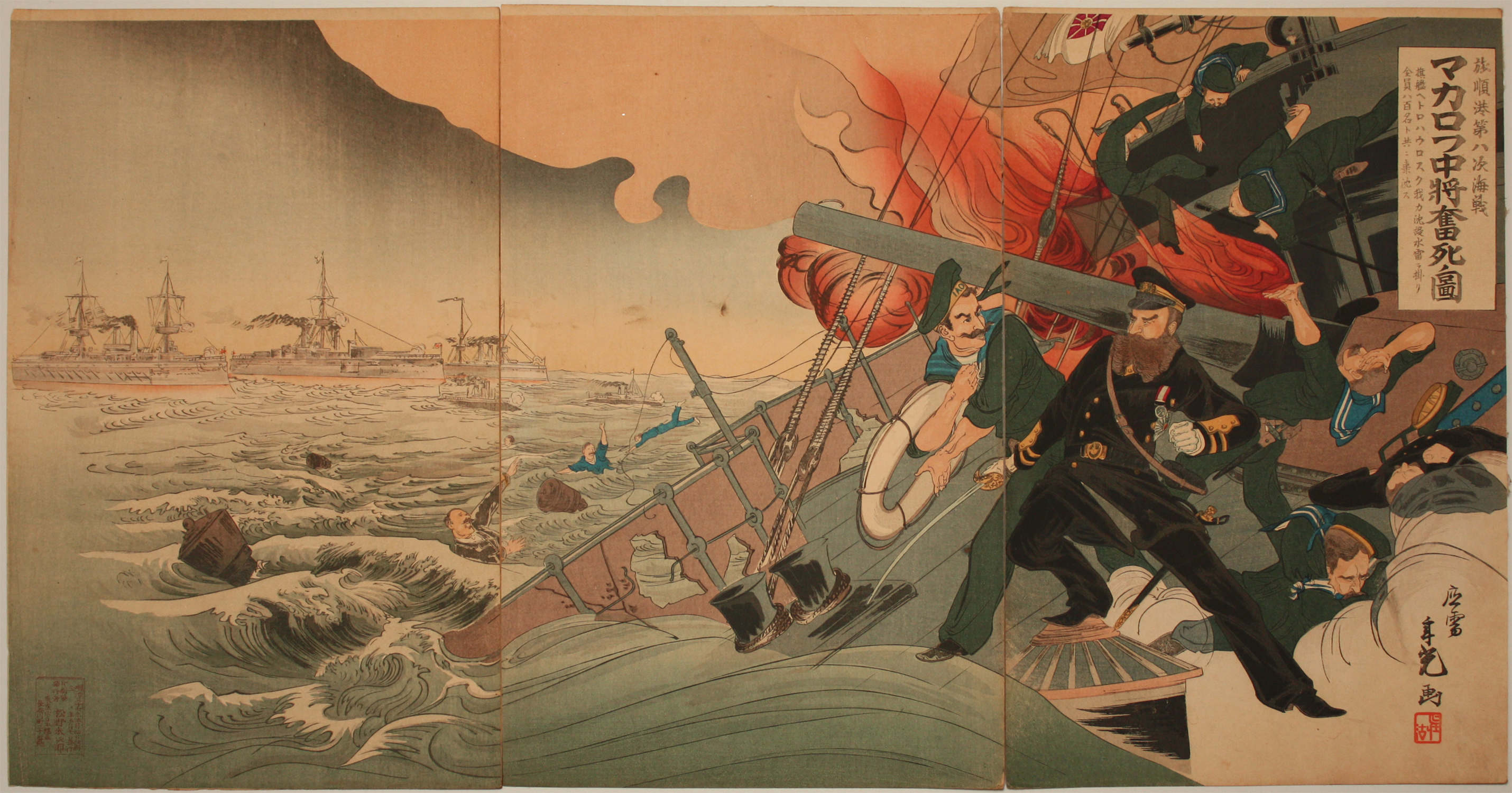
「旅順港第八次海戦 マカロフ中将奮死ノ図」1904年（明治37年）